# Waterville (Quebec)
Waterville es una ciudad de la provincia de Quebec, Canadá. Está ubicada en el municipio regional de condado de Coaticook y a su vez, en la región administrativa de Estrie. Hace parte de las circunscripciones electorales de Saint-François a nivel provincial y de Compton-Stanstead a nivel federal.

## Geografía
Waterville se encuentra ubicada en las coordenadas 45°18′00″N 71°52′00″O / 45.30000, -71.86667. Según Statistics Canada, tiene una superficie total de 44,42 km² y es una de las 1134 municipalidades en las que está dividido administrativamente el territorio de la provincia de Quebec.

## Demografía
Según el censo de Canadá de 2011, había 2028 personas residiendo en esta ciudad con una densidad de población de 45,7 hab./km². Los datos del censo mostraron que de las 1926 personas censadas en 2006, en 2011 hubo un aumento poblacional de 102 habitantes (5,3%). El número total de inmuebles particulares resultó de 841 con una densidad de 18,93 inmuebles por km². El número total de viviendas particulares que se encontraban ocupadas por residentes habituales fue de 807.